# Thèse du bouclier et de l'épée
La thèse du bouclier et de l'épée, parfois appelée thèse du glaive et du bouclier, est une thèse révisionniste présentant, après l'Occupation, le général de Gaulle et le maréchal Pétain agissant tacitement de concert pour défendre la France, le second étant le « bouclier » préservant la France au maximum, y compris par une politique de collaboration du régime de Vichy (qui n’est dans cette thèse que simulée), en attendant que l'« épée » (de Gaulle) soit suffisamment forte pour vaincre l’Allemagne nazie,,.
Elle trouve son origine d'abord chez Henri Massis qui rédige le dernier appel de Pétain,, puis dans la défense prononcée lors du procès de Pétain par Jacques Isorni.
Cette thèse est disqualifiée par les historiens d'aujourd'hui.

## Prises de position pendant la Seconde Guerre mondiale
Publiquement, Pétain a toujours justifié la collaboration face à l’opinion publique, qui s’inquiétait dès 1941, notamment en matière militaire en Syrie : « Français !
Vous avez appris que l’amiral Darlan s’était récemment entretenu en Allemagne avec le chancelier Hitler. J’avais approuvé le principe de cette rencontre […].
Il ne s’agit plus, aujourd’hui, pour une opinion souvent inquiète parce que mal informée, de supputer nos chances, de mesurer nos risques, de juger nos gestes.
Il s’agit pour vous, Français, de me suivre sans arrière-pensée sur les chemins de l’honneur et de l’intérêt national. ». 
Ses discours n’épargnent pas non plus la dissidence gaulliste. Dès 1941, dans le discours sur la « mémoire courte » : « Vous n’êtes ni vendus, ni trahis, ni abandonnés. Ceux qui vous le disent vous mentent et vous jettent dans les bras du communisme. », et en 1943, après la défaite allemande à Stalingrad et l’invasion de la zone sud, dans le discours du 4 avril 1943 : « Français, [..] il faut choisir. Les chefs rebelles ont choisi l'émigration et le retour au passé. J'ai choisi la France et son avenir. L'histoire dira plus tard ce qui vous fut épargné. »
À la fin du régime, malgré le rejet exprès de la dissidence à Alger, un débat s'instaure déjà sur le supposé « double jeu » du maréchal. Les partisans de celui-ci réfutent vigoureusement cette hypothèse : ainsi Mgr Serrand, évêque de Saint-Brieuc qui dans une Note à ses doyens, d'octobre 1943 non seulement exige l'obéissance du clergé au Service du travail obligatoire (STO) mais rejette la possibilité d'un « double jeu » et d'un soutien occulte de la « dissidence » par Pétain : « Si la chose était exacte (...), je serais incapable d'accorder mon estime au chef de l'État ». Non destinée à sa Semaine religieuse, la note est repérée par le comité de propagande, éditée par les soins de celle-ci (et rapidement épuisée), et lue à Radio-Vichy. Elle paraît également dans La Gerbe, dans le quotidien Aujourd'hui et est relayée dans toute la presse collaborationniste. Ce libelle lui attire les réponses de la presse résistante. L'Avenir réplique : « Nous ne pouvons que remercier Mgr Serrand d'avoir si nettement, si courageusement posé le problème de Vichy. Ou bien la politique de collaboration prêchée par le maréchal et ses ministres est sincère, et le maréchal s'est alors rendu coupable d'avoir trahi (...) Ou bien le maréchal n'est pas sincère dans sa collaboration (...), ment à longueur de journée ».  

En 1944, alors que le débarquement des Alliés parait imminent et que les victimes des bombardements alliés sont nombreuses, la presse collaborationniste se félicite à nouveau ouvertement de la netteté des prises de position de Pétain durant sa tournée du printemps : 
« Un message d’une honnêteté sans précédent qui ne laisse place à aucune équivoque, qui met tous les Français devant leurs responsabilités, qui dissipe toutes velléités de restriction mentale.
Le Maréchal condamne la dissidence, il condamne l’armée secrète, il condamne la « résistance ». Et surtout, il énonce la condition primordiale de la renaissance française. Cette renaissance ne pourrait avoir lieu que lorsque « notre civilisation sera définitivement à l’abri du danger que fait peser sur elle le bolchevisme ». Comment notre civilisation sera-t-elle sauvée ? « GRÂCE À LA DÉFENSE DE NOTRE CONTINENT PAR L’ALLEMAGNE ET PAR LES EFFORTS DE L’EUROPE ». »
Une fois la cause perdue pour Vichy, le 11 août 1944, l’historien Robert Paxton relate que l'amiral Auphan est chargé par le maréchal Pétain d'organiser une passation de pouvoir avec le général de Gaulle. Néanmoins, le général de Gaulle qui « proclame sa légitimité sur des bases bien différentes », refuse de le recevoir.

## Développement de la théorie
Après la Libération, les partisans du maréchal appuient désormais l’hypothèse du double jeu. Cette théorie est présentée explicitement comme moyen de défense au procès du maréchal Pétain. Cette vision est aussi défendue par les responsables de l'époque de Vichy, comme l'amiral Auphan, lors de leur procès. 
Cinq ans après le procès Pétain, le colonel Rémy, une figure de la Résistance gaulliste, écrit en 1950 dans l'hebdomadaire Carrefour que le général de Gaulle lui aurait confié en 1947 qu'en 1940, il fallait que la France eût deux cordes à son arc, « la corde Pétain aussi bien que la corde De Gaulle », déclaration démentie immédiatement par de Gaulle : « rien ne saurait, dans aucune mesure, justifier ce qui fut la politique du régime et des hommes de Vichy, c'est-à-dire en pleine guerre mondiale la capitulation de l'État devant une puissance ennemie et la collaboration de principe avec l'envahisseur ». L'ancien résistant et ancien déporté Rémy Roure commente ainsi la déclaration dans Le Monde : «  La thèse est audacieuse et singulièrement paradoxale. Elle est politiquement immorale, si du moins ces deux mots peuvent voisiner ». Rémy est désavoué par les gaullistes et par le Comité d'action de la Résistance.
La thèse du bouclier et de l'épée est reprise par l'écrivain Robert Aron, dans son livre Histoire de Vichy en 1954. Aron minimise par ailleurs le rôle de l'État français du maréchal Pétain dans la déportation des Juifs et la collaboration avec l'Allemagne nazie. 
En 1953, dans son discours de réception à l'Académie française au fauteuil du maréchal Pétain (celui-ci avait été exclu de l'Académie après sa condamnation en 1945, mais son fauteuil ne fut réattribué qu'après sa mort), le diplomate André François-Poncet reprit la thèse d'un Pétain « bouclier » et d'un De Gaulle « glaive».
Selon le journaliste Léon Mercadet, le maréchal Pétain aurait donné des fonds personnels pour la création d’un groupe de résistants alsaciens. Selon lui encore, Pétain aurait dit à l'industriel et résistant alsacien Paul Dungler à l'intention de de Gaulle et de Giraud : « Dites leur que je reporte sur leurs têtes le serment de fidélité qui m'a été prêté par les officiers. Dites-leur que je les convie tous les deux, à la libération de Paris, sous l'arc de Triomphe. Là, je leur transmettrai mes pouvoirs et nous célébrerons ensemble l'union retrouvée des Français ». Toutefois, comme l'indique Léon Mercadet, son œuvre est de style « romanesque » : « les personnages apparaissent sous leur vrai nom, les dates sont vraies, simplement la forme romanesque, le style littéraire est la meilleure façon de faire passer la flamme ». Le réseau de Dungler, militant royaliste, est d’obédience vichysto-résistante,: il n’a rien en commun avec le réseau de d’Astier de la Vigerie, Libération-sud.  
Ce discours ne trouve pas de réponse (?) car la mémoire officielle assimile la France à la Résistance et tente d'effacer l'épisode de Vichy. Les travaux de J. Billig, précurseurs en France, ont reçu peu d'échos. Il faut attendre les années 1970 pour voir le développement des études sur l'histoire de la Shoah et des déportations. Le rôle du régime de Vichy dans la Shoah a été mis en valeur par l'historien américain Robert Paxton,, puis par Serge Klarsfeld.

## Disqualification par les historiens
La thèse du bouclier et de l'épée est très largement discréditée par la recherche historique ,,,,,,. Ainsi, l'historien Pascal Ory souligne qu'elle « ne résiste pas à l'examen ». Non seulement la collaboration est venue de Pétain lui-même, dont la neutralité sera, selon l’expression de Robert Frank, « dissymétrique »,, mais encore le Maréchal n’a jamais conclu d’« accord secret » avec Churchill. Toutes les ouvertures de celui-ci sont restées sans suite par refus du Maréchal. Les diverses tentatives de mystifications à ce sujet ont été mises à jour par Robert Paxton et d’autres historiens : les déclarations et publications d’après-guerre de Rougier et Jacques Chevalier ont été falsifiées. Il faut comprendre ces falsifications à la lueur de la stratégie mise en œuvre après la guerre par les milieux de la collaboration pour appuyer la thèse du « double jeu »,,. Pour se défendre d’avoir laissé la flotte se saborder à Toulon plutôt que de l’avoir envoyée à Alger en novembre 1942, Pétain le premier fera référence lors de son procès à un prétendu accord confidentiel avec Churchill. En réalité, Chevalier a transmis une note écrite de Lord Halifax, son ancien camarade d’Oxford. Churchill propose à Pétain de se replier en Afrique du Nord et d’y envoyer six divisions. Pétain lut la note et dit : « Nous ne l’avons pas reçue ». Elle resta sans réponse.   
Un autre ministre de Pétain, Bouthillier (plus de trois ans au gouvernement), restera fidèle après guerre à l’anglophobie dominante de Vichy et déclarera publiquement dans son autobiographie que l’Angleterre avait fait preuve d’un « égoïsme aveugle » et d’un « fanatisme implacable » en poursuivant la guerre en juillet 1940.   
En ce qui concerne la prétendue entente tacite avec les gaullistes, le général de Gaulle a souligné dans ses mémoires que les responsables militaires loyaux à Vichy ont toujours refusé ses propositions de fraternisation (Dakar, Syrie). La lutte contre la dissidence gaulliste a commencé dès le mois de juin 1940. Après son appel à la poursuite du combat lancé le 18 juin, le général de Gaulle est dégradé le 22 juin et mis à la retraite d’office, par mesure de discipline, par décret du 23 juin 1940, avant d’être condamné le 4 juillet à quatre ans d’emprisonnement par le tribunal militaire de la 17e région pour « refus d’obéissance et provocation de militaires à la désobéissance ». Après un second procès devant le tribunal militaire de la 13e région, à Clermont-Ferrand, il est condamné le 2 août à la peine de mort, la dégradation militaire et la confiscation de ses biens meubles et immeubles pour « trahison, atteinte à la sûreté extérieure de l’État, désertion à l’étranger en temps de guerre ». Selon Heydrich, Pétain a dit à un diplomate suisse en 1941 que de Gaulle était victime de son orgueil et qu'il le ferait immédiatement fusiller. D’autres officiers de la France libre seront condamnés à la peine de mort par contumace en 1941, dont le général Catroux, le colonel de Larminat, les capitaines Kœnig et Amilakvari (futurs combattants de Bir Hakeim). Dès juillet 1940, le régime de Vichy adopta une loi pour déchoir de leur nationalité et priver de leurs biens les Français ayant quitté le territoire (pour continuer la lutte) et, sans aucune demande allemande, la mit impitoyablement en œuvre contre des Français de toutes conditions,.    
Ceux des « vichysto-résistants » qui, comme le général Cochet, pensaient agir conformément aux vœux du gouvernement et ne se cachaient pas, sont internés à l’été 1941 par Darlan,. Alerté par son premier ministre, Pétain  prononce le 12 août le discours du vent mauvais : « Mon patronage est invoqué trop souvent, même contre le gouvernement, pour justifier de prétendues entreprises de salut qui ne sont, en fait, que des appels à l'indiscipline ». Les illusions chez les autres résistants ayant encore du respect pour la statue du maréchal sont parfois longues à se dissiper : le 13 janvier 1942, Philippe Viannay dans Défense de la France (zone Nord) pense toujours que : « le maréchal ne fait que continuer ce qu’il a toujours fait : résister, sauvegarder les intérêts français ». Pétain vient pourtant de déclarer dans son allocution du Nouvel An : «  J’ai le devoir d’appeler « déserteurs » tous ceux qui, dans la presse comme à la radio, à l’étranger comme en France, se livrent à d’abjectes besognes de désunion, et tous ceux qui, dans le pays, recourent à la calomnie et à la délation ». Les yeux se dessilleront avec notamment la crise des otages de Châteaubriant à l’automne 1941,, et définitivement avec l’invasion de la zone sud en novembre 1942, sans que l’État français ni l’armée d’armistice n’esquissent la moindre réaction. Toutefois, il convient de rappeler que l’armistice du 22 juin 1940 ayant ramené l’armée à seulement cent mille hommes et privé de tout matériel lourd (canons, blindés, avions), toute riposte efficace aurait été impossible compte tenu de la disproportion entre les forces françaises et allemandes. Si, au printemps 1940, alors qu’elle était intacte, l’armée française avait été totalement incapable de contenir l’avance ennemie, à l’automne 1942, elle l’aurait été infiniment moins encore. Il n’empêche que la croyance selon laquelle Pétain aurait jusqu’alors mené double jeu s’effondre dans la population. De Lattre de Tassigny, le seul officiel général à refuser l’ordre de ne pas combattre les Allemands, est arrêté et condamné à dix ans de prison. Peu avant, en octobre 1942, Henri Frenay écrit une lettre au président Roosevelt pour lui demander de soutenir de Gaulle et expose sans détour la rupture dans l’opinion : « (...) J’ai cru, néanmoins, au maréchal Pétain, j’ai cru au double jeu, j’ai cru même à une véritable Révolution nationale humaine et sociale. Comme tous les autres Français, j’ai été cruellement déçu, odieusement trompé ».   
En ce qui concerne la collaboration pour la déportation des Juifs de France, la connaissance historique actuelle est synthétisée dans le numéro 212 de la Revue d’histoire de la Shoah, notamment les interventions des différents responsables : Laval, Pétain, Bousquet, qui ont tous fait preuve d’un antisémitisme réel ou latent. Le taux de survie des Juifs en France, 75 % (soit moins qu’au Danemark et en Italie, mais plus qu’au Benelux), est analysé selon une approche multifactorielle.
Loin d’avoir protégé les Français, Pétain a accru leurs souffrances en permettant aux Allemands de réaliser à moindres frais leurs objectifs : livraisons de Juifs dans le cadre de la Shoah,, répression de la Résistance, envoi forcé de main-d’œuvre au STO, pillage économique.

## Documentaire
- 2024 : Le bouclier Pétain : autopsie d'un mythe de Laurent Huberson et Virginie Kahn.